# سارا نالباندیان
سارا آشوتی نالباندیان (ارمنی: Սառա Աշոտի Նալբանդյան؛ انگلیسی: Sara Nalbandyan زادهٔ ۱۸ سپتامبر ۱۹۷۷) منتقد فیلم، فیلم‌نامه‌نویس و نمایشنامه‌نویس اهل ارمنستان است. وی از سال میلادی تا کنون فعالیت می‌کند.

## زندگی‌نامه
وی در ۱۸ سپتامبر ۱۹۷۷ به دنیا آمد و از دانشگاه دولتی ایروان (۱۹۹۹–۱۹۹۴)، انستیتو هنر فرهنگستان ملی علوم ارمنستان (۲۰۰۲-۲۰۰۴) و دانشگاه بولونیا (۲۰۰۸–۲۰۱۰) فارغ‌التحصیل گشت. وی در دانشگاه روسی-ارمنی، انستیتو هنر، تئاتر هامازیگائین، دانشگاه دولتی ایروان و انستیتو دولتی سینما و تئاتر ایروان فعالیت کرده است. وی به زبان‌های ارمنی، روسی، انگلیسی، ایتالیایی و فرانسوی تسلط دارد. وی همچنین برندهٔ جوایزی همچون جوایز آرتاوازد شده است.

## یادداشت
1. ↑  արվեստագիտության թեկնածու
2. ↑  ՀԹԳՄ «Արտավազդ» մրցանակ